# Skrbuša
Skrbuša (cyr. Скрбуша) – wieś w Czarnogórze, w gminie Kolašin. W 2011 roku liczyła 25 mieszkańców.